# +1 (Martin Solveig)
+1 è un singolo del disc jockey francese Martin Solveig con la collaborazione vocale della cantante inglese Sam White, pubblicato il 6 luglio 2015.

## Tracce
1. +1 (Radio Edit) – 3:12
2. +1 (Tujamo Remix) – 4:14

## Classifiche
| Classifica (2015) | Posizione massima |
| ----------------- | ----------------- |
| Belgio (Fiandre)  | 27                |
| Belgio (Vallonia) | 49                |
| Francia           | 31                |
| Germania          | 38                |
| Paesi Bassi       | 76                |
| Regno Unito       | 51                |